# エム・ジー・アイ
エム・ジー・アイ（深圳MGIテクノロジー株式会社、英語: MGI）は、中国の遺伝子シーケンサーメーカー。

## 歴史
2016年に設立された同社は、BGIの子会社である。ライフサイエンスおよびヘルスケア業界向けの遺伝子シーケンシングシステムおよびその他のテクノロジー製品を製造している。
主な事業は、生命科学や体外診断用のDNAシーケンサーと研究室自動化設備を研究開発、生産、販売である。
そのほか、「New Businesses」という事業で、生命科学関係の新技術を利用する活動も進めている。活躍の場は世界に広がり、分野も多岐に渡っている。

## 製品一覧

### RNAライブラリ調製キット
MGI Easy RNAライブラリ調製キットは、MGI製造の高性能DNAシーケンサーに対応し、幅広い範囲内(10 ng - 1 μg)のRNAライブラリーをが作成できることである。幅広い範囲内のRNAデータに対応した柔軟性がある上、Universal Human Reference RNA (UHRR)から８GB相当のシーケンスデータを生成して高精度で信頼性の高いシーケンスデータや転写因子のアノテーションも得られる。

### DNBSEQ技術
MGIは、ユニークなDNBSEQ技術の下で、DNBSEQ-G50、DNBSEQ-G400、DNBSEQ-T7などの科学研究用および臨床用に向けての体外診断用の高性能DNAシーケンサー配列解読装置を製造している。DNBSEQ技術をもって、DNAナノボールシーケンスおよびコンビナトリアルプローブアンカー合成技術に基づいており、それに従ってDNAナノボール（DNB ）は、流体システムを通じてパターンアレイチップにロードされ、そしてシーケンスプライマーが添加され、DNAのアダプター領域にハイブリダイ。

#### DNBSEQ-G50
DNBSEQ-G50は、高い柔軟性を備えたコンパクトなベンチトップ型遺伝子シーケンサーである。2つの異なるフローセルを採用した設計によって柔軟性を高め、速さとコストパフォーマンスの完全な両立を実現している。 高いデータ密度と蛍光シグナルへの干渉を最小限に抑える。FCS（Flow Cell Small）を使用すると、STATサンプルの所要時間を短縮でき、FCL（Flow Cell Large）を使用すると、サンプルあたりのコストの削減が可能。 FCSとFCLの両方に3〜4の読み取り長オプションを提供し、Low-pass全ゲノムシーケンス、ターゲットシーケンス、スモール全ゲノムシーケンス、RNAシーケンス、全エクソームシーケンスなどの幅広い研究および臨床の用途に対応する。

#### DNBSEQ-G400
DNBSEQ-G400 は多様なシーケンスモードをサポートする革新的なフローセルシステム及び最適化された光学、生化学システムが搭載されている。これにより、シーケンスの全プロセスを短時間内で完了させることができ、シンプルで 効率的なシーケンシングが可能となる。このシーケンスセットは、MGI Library Prep Kitsによって準備されたライブラリと互換できる。 インサートのサイズ分布は400〜600bpであると最も効果的である。

#### DNBSEQ-T7
DNBSEQ-T7は、全ゲノムシーケンス、ディープエクソームシーケンス、エピゲノムシーケンス、トランスクリプトームシーケンス、ターゲットパネルプロジェクトに向けに、1日に1〜6Tbのハイクオリティデータが生成できる。最近の研究では、SARS-CoV-2またはCOVID-19のゲノムをシーケンスして、重度のCOVID-19疾患の遺伝的変異の素因を特定するために150 bpのペアエンドリードを生成し、30Xをシーケンスする実績がある。

## 関連リンク
- DNAシークエンシング